# Бурзян-Єлга
Бурзя́н-Єлга́ (рос. Бурзян-Елга, башк. Бөрйәнйылға) — присілок у складі Баймацького району Башкортостану, Росія. Входить до складу Ішбердинської сільської ради.
Населення — 119 осіб (2010; 114 в 2002).
Національний склад:
- башкири — 98%